# Pedro José Pérez Ruiz
Pedro José Pérez Ruiz, né le 16 octobre 1956, est un homme politique espagnol membre du Parti populaire.

## Biographie

### Vie privée
Il est marié et père d'une fille et un fils.

### Profession
Il est industriel dans la construction.

### Carrière politique
De 1987 à 1991 il est député à l'Assemblée régionale de Murcie. De 1991 à 2007, il est maire de San Pedro del Pinatar.
Le 12 mars 2000, il est élu sénateur pour Murcie au Sénat et réélu successivement depuis.